# Бенгт Холмстрьом
Бенгт Роберт Холмстрьом (на шведски: Bengt Robert Holmström) е финландски икономист, работил през голяма част от живота си в Съединените щати. Носител на Нобелова награда за икономика за 2016 г., заедно с Оливър Харт, „за техния принос в развитието на договорната теория“.

## Биография
Роден е на 18 април 1949 година в Хелзинки, Финландия, в шведско семейство. Получава бакалавърска степен по математика в Хелзинкския университет, а след това – магистърска и докторска степен в Станфордския университет. След това работи в Северозападния университет (1979 – 1982), Йейлския университет (1983 – 1994) и в Масачузетския технологичен институт (от 1994).
Изследванията му са главно в областта на теорията на договорите.